# Iglesia de San Bartolomé (Campelo)
La Iglesia de San Bartolomé de Campelo (Igreja de São Bartolomeu de Campelo) está situada en Campelo, en el municipio de Baião. Es una iglesia portuguesa y su actual construcción data del siglo XVII.
Está ligada a la Historia de Portugal, ya que en una carta de donación de ésta por D. Afonso Henriques, apareció por primera vez el nombre de Portugal como un símbolo heráldico.